# Trzy światy
Trzy światy w buddyzmie to:
- świat pragnień (piekła, głodne duchy, zwierzęta, ludzie, niektórzy bogowie; zdominowany przez niskie pragnienia)
- świat formy (zamieszkany przez boskie istoty, pozbawiony pragnień)
- świat bezforemności (zamieszkany przez wyższych bogów i mędrców, pozbawiony formy)